# Johnny Hot
Johnny Hot (* 25. März 1932 als Julien Hoste; † 24. Februar 2018 in Woluwe-Saint-Lambert) war ein belgischer Jazzpianist, Arrangeur und Bandleader.

## Leben und Wirken
Johnny Hot stammte aus einer Musikerfamilie und begann mit fünf Jahren Klavier zu spielen. Schon früh trat er im Radio Berchem und im Radio Schaerbeek auf; mit 13 Jahren gewann er einen Preis als bester Amateurpianist bei einem vom Hot Club de Belgique organisierten Wettbewerb. Hot spielte dann in den frühen 1950er-Jahren in der Formation Jump College, einem belgischen Tanzorchester, das er später leitete. Außerdem trat er mit Sidney Bechet, Django Reinhardt, Jacques Pelzer und Slide Hampton auf. Erste Plattenaufnahmen entstanden 1950 mit The Minstrel’s Club Orchestra, seinem Johnny Hot Trio (mit Benoît Quersin, Jean Delange) und dem Jump College (Jazz Vivant). 1951 spielte er mit den Jack Sels All Stars (u. a. mit Herman Sandy, Toots Thielemans), 1952 bei einer Jamsession (Jazz at the Beaux Arts) mit Roy Eldridge, Émile Peiffer, Don Byas, James Moody, Roger Asselberghs, Paul Dubois und Kenny Clarke. Ende der 1960er-Jahre war er Mitglied der Johnny Dover Big Band; 1972 nahm er mit der Belgian Big Band unter Leitung von Fats Sadi auf. Im Bereich des Jazz war er zwischen 1950 und 1972 an 13 Aufnahmesessions beteiligt. In späteren Jahren gehörte er dem Retro Jazz Orchestra an (Album That’s My Desire).